# Santa Eugènia de Vila-romà
Santa Eugènia de Vila-romà és una església parroquial al veïnat de Sant Joan de Palamós (Baix Empordà). Apareix documentada l'any 1314 com a capella de Sant Joan. Posteriorment s'hi trasllada la parròquia de Santa Eugènia de Vila-romà (que ho era des de 1319) i es converteix en capella de La Pietat. L'edifici actual es basteix el 1765, segons resa una inscripció. Hi ha dates i peces d'èpoques anteriors que possiblement provenen de l'antiga parròquia. En les darreres reformes quan desapareix el púlpit es trasllada la base a una capella lateral amb funció de petit altar (1968). Un any més tard es fan les construccions adossades a l'absis que desfiguren el conjunt.
La construcció és d'una sola nau de quatre trams amb tres capelles a cada costat i capçalera poligonal. La coberta de la nau i l'absis és de volta de canó amb llunetes apuntades. Una grossa motllura ressegueix el perímetre interromput per unes mènsules decorades (àngels i motius ornamentals). Als peus hi ha el cor que ha estat convertit en biblioteca. Els murs estan emblanquinats però els angles mostren els carreus ben escairats. La façana s'orienta a ponent i té una portalada decorada amb relleus escultòrics diversos: capitells pseudocorintis, una fornícula central amb la imatge de Santa Eugènia i, a banda i banda, unes grans gerres. A la llinda un escut amb l'emblema d'una torre. Al capdamunt un rosetó. Sobre la fornícula la data 1778. El campanar, a l'esquerra, és de planta quadrangular amb un pis d'esveltes arcades i de mig punt. El parament exterior és de carreuons i els murs estan consolidats per vuit contraforts.